# 悦田喜和雄
悦田 喜和雄（えつだ きわお、1896年（明治29年）8月21日 - 1983年（昭和58年）3月21日）は、徳島県海部郡美波町（旧・由岐町）出身の小説家。
小説家・武者小路実篤の「新しき村」に参加。「白樺」や「中央公論」等で活躍した。「四国文学」創刊。

## 人物・来歴
喜和雄の家は古い農家で、当時から木岐がもっぱら漁業で繁栄していたことを考えればむしろ貧しいと言ってよかった。その悦田からはやがて当時の回船問屋としてここ一帯で栄華を誇っていた浜名家に養子として入るものもいた。ちなみに浜名家は町長も務め、その功績を称えられて東条英機直筆の書状ももらっている。悦田喜和雄はそんな街と有力者との縁組という交錯した境遇に育ってはいたが、突然のようにして文学を志したいと言った。唯一、そんな若者の志を「若いのだからやりたいようにやればええ」と諭して周囲を説得したのはやはり悦田から養子に入っていた者であったという。
恐らく、言ってみれば突然変異的に文学的な素養と文学的な趣味を突然に兼ね備えた者がいて、それがごく稀なる存在として田舎の漁師街に今となっては亜流の家系として出没した例かもしれず、今でもその謎は残っている。浜名家の栄華を今も残す「木岐夢ギャラリー」の旧家を見ればその作家の存在とその出発を邪魔しなかった本家の対比には目を見張るところがあるかもしれない。

## 著作
- 藤森成吉・加藤武雄・木村毅編 編「叔母」『農民小説集』新潮社、1926年6月。 NCID BN07838648。全国書誌番号:43042493。
- 鍵山博史編 編「バクチ」『農民小説集 収穫』日本公論社、1937年12月。 NCID BB09865669。全国書誌番号:46057521。
- 東京農業大学斯友会新聞部編 編「境遇のあざけり」『随想集 草炎』東京農業大学斯友会新聞部、1939年12月。 NCID BA89266362。全国書誌番号:46062706。
- 悦田喜和雄編 編「海の呼ぶ声」『四国文学 別冊 第1集』徳島県文芸懇話会、1957年3月。 NCID BA70928778。
- 『新しき日 悦田喜和雄創作集』四国文学会、1965年12月。全国書誌番号:66006116。
  - 収録：銭, 末路の落伍者, おとみの裸像, 宝篋印塔, ギチと吉公, お梅, 博奕, 財布, 敗れたる人々, 脱出, くだかれた心, 叔母, 雑炊, 新しき日
- 『綾の鼓』皆美社、1971年5月。 NCID BA86743057。全国書誌番号:75019065。
  - 収録：虎爺, 夜逃げした神様, 善意の果て, 変化, 未完の自画像, 墓場への道, 綾の鼓, この子とこの親, 自虐, 与之助, おいらく
- 臼井吉見・小田切秀雄・瀬沼茂樹・水上勉・和田傳編 編「宝篋印塔」『現実の凝視』家の光協会〈土とふるさとの文学全集 3〉、1976年11月。 NCID BN00960687。全国書誌番号:75006702。
- 徳島の小説編集委員会編 編「ギチと吉公」『徳島の小説 郷土出身作家選集』徳島市立図書館〈徳島市民双書 18〉、1984年1月。 NCID BA47929918。全国書誌番号:84038051。
- 扶川茂責任編集 編「綾の鼓」『徳島』ぎょうせい〈ふるさと文学館 第42巻〉、1995年1月。ISBN 9784324038093。 NCID BN11824909。全国書誌番号:95039435。